# Susanna Kahlefeld

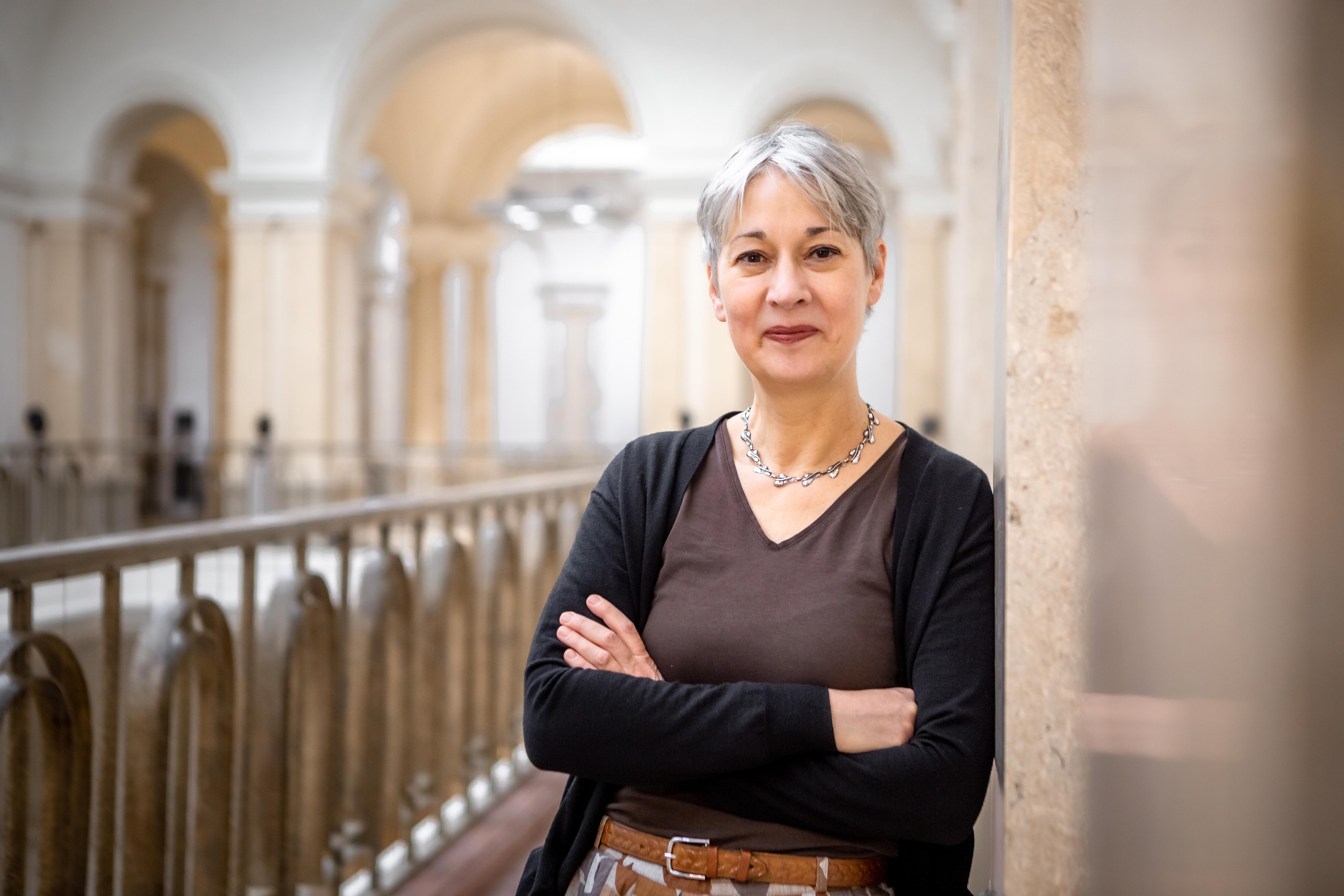
Susanna Kahlefeld (2021)

Susanna Kahlefeld (* 24. Januar 1964 in Wuppertal) ist eine deutsche Politikerin (Bündnis 90/Die Grünen).

## Leben
Kahlefeld studierte katholische Theologie und Philosophie in Berlin. 1999 wurde sie an der FU Berlin mit einer Arbeit über Friedrich Heinrich Jacobi promoviert. Nach ihrem Studium begann sie als Deutschlehrerin zu arbeiten. Sie engagierte sich politisch und wurde Mitglied der Partei Bündnis 90/Die Grünen.

## Politik
Im September 2011 gelang Kahlefeld  bei der Wahl zum Abgeordnetenhaus von Berlin 2011 der Einzug als Abgeordnete in das Abgeordnetenhaus von Berlin. Bei der Abgeordnetenhauswahl 2016, der Abgeordnetenhauswahl 2021 und der Wiederholungswahl 2023 konnte sie ihren Sitz im Abgeordnetenhaus verteidigen. Sie ist Sprecherin für Partizipation und Beteiligung und seit September 2019 europapolitische Sprecherin ihrer Fraktion. Sie ist Mitglied der Europa-Union Berlin (EUB) und Gründungsmitglied der überfraktionellen EUB-Parlamentariergruppe im Abgeordnetenhaus.
Kahlefeld hat 2023 den Kultursenator Joe Chialo angeregt, der Berliner Kultureinrichtung Oyoun die öffentliche Förderung zu entziehen, da dieser auf seinen Seiten für die "Jüdische Stimme für gerechten Frieden in Nahost" warb. Der Verein reagierte mit einer einstweiligen Verfügung gegen Kahlefeld.